# Ønskebørn
Ønskebørn er en dokumentarfilm instrueret af Birgitte Stærmose efter manuskript af Peter Asmussen.

## Handling
I grænselandet mellem dokumentar og fiktion bevæger ØNSKEBØRN sig gennem efterkrigstidens Kosovo, hvor børn sælger cigaretter på gaden for at overleve. Om natten, med Pristina som dyster baggrundskulisse, fortæller børnene i monologer deres rystende historie om tabene, håbet for fremtiden og frygten.